# Doris Lessing
Doris May Lessing z domu Tayler (ur. 22 października 1919 w Kermanszahu, zm. 17 listopada 2013 w Londynie) – angielska pisarka, laureatka Nagrody Nobla w dziedzinie literatury (2007).

## Życiorys
Urodziła się w rodzinie brytyjskiej w Persji, dzisiejszym Iranie. Jej ojciec Alfred Cook Tayler, okaleczony w I wojnie światowej, był urzędnikiem w Imperial Bank of Persia, matka zaś była pielęgniarką. Wczesne dzieciństwo Lessing spędziła w Kermanszahu. W latach dwudziestych XX w. rodzina przeniosła się do Rodezji, gdzie jej ojciec kupił farmę. W 1948 przeprowadziła się do Anglii. 
11 października 2007 przyznano jej literacką Nagrodę Nobla, uzasadniając wybór stwierdzeniem: „...jej epicka proza jest wyrazem kobiecych doświadczeń. Przedstawia je z pewnym dystansem, sceptycyzmem, ale też z ogniem i wizjonerską siłą”. Była najstarszą osobą nagrodzoną literacką Nagrodą Nobla. Przed nią najstarszym laureatem był Theodor Mommsen, mający w momencie przyznawania nagrody 85 lat.
Zmarła 17 listopada 2013 roku w Londynie w wieku 94 lat.

## Zaangażowanie społeczne i polityczne
Była znana z krytycznych opinii o polityce wewnętrznej RPA okresu apartheidu, co doprowadziło do jej długoletniego zakazu wjazdu do RPA oraz Rodezji.
Uznanie zdobyła dzięki książkom psychologicznym i obyczajowym z życia kobiet. Ze względu na wymowę części swojej twórczości Doris Lessing stała się żywym symbolem marksizmu, feminizmu, antykolonializmu i sprzeciwu wobec apartheidu. Przez pewien czas była członkiem Komunistycznej Partii Wielkiej Brytanii, ale wystąpiła z niej po radzieckiej interwencji na Węgrzech w 1956 roku. W powieści „A Ripple from the Storm” już wyśmiewa swoją fascynację komunizmem. Jest autorką ponad czterdziestu dzieł. Kilka jej książek należy do gatunku science-fiction.
W wywiadzie udzielonym dla hiszpańskiej gazety „El País” pisarka określiła prezydenta USA George’a W. Busha jako „światową katastrofę”, a byłego premiera brytyjskiego Tony’ego Blaira jako „katastrofę dla własnego kraju”. Ponadto Doris Lessing powiedziała: „Niektórzy Amerykanie będą myśleć, że oszalałam. Dużo ludzi zginęło, prestiżowe budynki zostały zburzone, ale zamachy z 11 września nie były tak straszne w porównaniu z krwawym terrorem Irlandzkiej Armii Republikańskiej (IRA)”.

## Twórczość
Twórczość Doris Lessing określa się jako autobiograficzną, ze względu na wielokrotne czerpanie z własnych doświadczeń z czasów pobytu w Afryce. Pisarka w swoich powieściach skupiała się na takich zjawiskach jak zderzenia kultur, niesprawiedliwość społeczna i rasowa, konflikt między jednostką a społeczeństwem.   
Twórczość Lessing można podzielić na trzy okresy. Pierwszy, "komunistyczny" (1944-1956), gdy pisarka skupiała się na opisywaniu spraw społecznych. Z tego czasu pochodzi też jej debiutancka powieść, Trawa śpiewa, z 1950 roku, której akcja toczy się w Rodezji Południowej, opowiadającą o relacji białej żonie właściciela farmy z czarnym służącym. Powieść ta przyniosła jej dużą popularność i odniosła sukces zarówno w Wielkiej Brytanii, jak i za granicą. 
W latach 50. i 60. Lessing publikowała kolejne części cyklu The Children of Violence, częściowo opartej na wątkach autobiograficznych. Licząca sześć części seria, opowiadająca historię życia Marty Quest, była nowoczesnym odpowiednikiem XIX-wiecznych powieści o dojrzewaniu. 
Drugi okres to "psychologiczny" (1956-1969), a pochodzi z niego powieść Złoty notes z 1962 roku jest uznawana za jedno z przełomowych dzieł Lessing, uważana za jednej z klasyków literatury feministycznej. 
Trzeci okres, "sufistyczny", to czas inspiracji sufizmem i science fiction, z którego pochodzi seria powieści fantastycznych The Canopus in Argos (1979-1983).
W Polsce książki Doris Lessing tłumaczyli, m.in. Bogdan Baran, Agnieszka Glinczanka, Anna Gren, Zofia Kierszys, Wacław Niepokólczycki, Magdalena Słysz, Andrzej Szulc i Barbara Rewkiewicz-Sadowska.

## Dzieła
- The Grass Is Singing (1950) – powieść, wyd. pol. Trawa śpiewa, Świat Książki 2008
- This Was the Old Chief’s Country 1951 – opowiadania
- Cykl The Children of Violence
  - Martha Quest (1952) – wyd. pol. Martha Quest, Albatros 2008
  - Five Short Novels (1953) – opowiadania, wyd. pol. Mrowisko, PIW 1956
  - A Proper Marriage (1954) – wyd. pol. Odpowiednie małżeństwo, Albatros 2009
  - A Ripple from the Storm (1958) – wyd. pol. Fala po burzy, Albatros 2010
  - Landlocked (1965) – wyd. pol. Czas nadziei, Albatros 2013 (zapowiedź)
  - The Four-Gated City (1969) – wyd. pol. Miasto o czterech bramach, Albatros 2013
- Going Home (1957) – pamiętniki
- The Habit of Loving (1957) – opowiadania
- In Pursuit of the English (1960) – tekst niebeletrystyczny
- The Golden Notebook (1962) – powieść, wyd. pol. Złoty notes, Świat Książki 2009
- A Man and Two Women (1963) – opowiadania, wyd. pol. Mężczyzna i dwie kobiety, PIW 2008
- African Stories (1964) – opowiadania, wyd. pol. Opowieści afrykańskie, Albatros 2008
- Cykl Cat Tales (Kocie opowieści)
  - Particularly Cats (1967) – opowiadania i teksty niebeletrystyczne
  - Particularly Cats and Rufus the Survivor (1993)
  - The Old Age of El Magnifico (2000) – opowiadania i teksty niebeletrystyczne
  - On Cats (2002) – opowiadania, wyd. pol. O kotach, Prószyński i S-ka 2008
- Briefing for a Descent into Hell (1971) – wyd. pol. Przed zstąpieniem do piekieł, W.A.B. 2008
- The Temptation of Jack Orkney and other Stories (1972) – opowiadania
- The Summer Before the Dark (1973) – powieść, wyd. pol. Lato przed zmierzchem, Czytelnik 1976
- This Was the Old Chief’s Country: Collected African Stories, Vol. 1 (1973)
- The Sun Between Their Feet: Collected African Stories, Vol. 2 (1973) – opowiadania, wyd. pol. Drugie opowieści afrykańskie, Albatros 2011
- A Small Personal Voice (1974) – eseje
- Memoirs of a Survivor (1974) – powieść, wyd. pol. Pamiętnik przetrwania, Wydawnictwo Literackie 1990, ISBN 83-08-02176-X.
- Stories (1978) – opowiadania
- To Room Nineteen: Collected Stories, Vol. 1 (1978) – opowiadania, wyd. pol. Pokój nr 19, PIW 1996
- The Canopus in Argos: Archives – seria powieści fantastycznych
  - Shikasta (1979)
  - The Marriages Between Zones Three, Four and Five (1980)
  - The Sirian Experiments (1980)
  - The Making of the Representative for Planet 8 (1982)
  - The Sentimental Agents in the Volyen Empire (1983)
- The Good Terrorist (1985) – wyd. pol. Dobra terrorystka, Albatros 2008
- Prisons We Choose to Live Inside (1987) – eseje
- The Wind Blows Away Our Words (1987)
- The Fifth Child (1988) – wyd. pol. Piąte dziecko, Wydawnictwo Marba Crown 1992, ISBN 83-85467-03-3.
- African Laughter: Four Visits to Zimbabwe (1992) – pamiętnik
- Conversations, red. Earl G. Ingersoll (1994) – wywiady
- Autobiografie
  - Under My Skin: Volume One of My Autobiography, to 1949 (1994) – wyd. pol. Pod skórą, Świat Książki 2010
  - Walking in the Shade: Volume Two of My Autobiography 1949 to 1962 (1997) – wyd. pol. Spacer w cieniu, Świat Książki 2010, ISBN 978-83-247-1100-0.
- Spies I Have Known (1995) – opowiadania
- Love, Again (1996) – wyd. pol. Znów ta miłość, W.A.B. 2009
- The Pit (1996) – opowiadania
- Mara and Dann (1999) – wyd. pol. Mara i Dann, Vis-à-vis/Etiuda 2012
- Ben, in the World (2000) – wyd. pol. Podróż Bena, PIW 2005, ISBN 83-06-02982-8.
- The Sweetest Dream (2001)
- The Grandmothers: Four Short Novels (2003) – opowiadania, wyd. pol. Dwie kobiety, Wielka Litera 2013
- The Story of General Dann and Mara’s Daughter, Griot and the Snow Dog (2005) – kontynuacja Mary and Danna
- The Cleft (2007) – wyd. pol. Szczelina, Świat Książki 2008
- Alfred and Emily (2008) – wyd. pol. Alfred i Emily, Wydawnictwo Literackie 2009

Jako Jane Somers
- The Diary of a Good Neighbour (1983)
- If the Old Could... (1984)

## Nagrody i wyróżnienia
- Somerset Maugham Award (1954) – za książkę Mrowisko
- Prix Médicis étranger (1976)
- Österreichischem Staatpreis für Europäische literatur (1981)
- Shakespeare-Preis der Alfred Toepfer Stiftung F.V.S., Hamburg (1982)
- W. H. Smith Literary Award (1986)
- Palermo Prize (1987)
- Premio Internazionale Mondello (1987)
- Premio Grinzane Cavour (1989)
- Doktorat honoris causa Harvard University (1995)
- James Tait Black Memorial Prize za biografię (1995)
- Los Angeles Times Book Prize (1995)
- Premi Internacional Catalunya (1999)
- Order Kawalerów Honorowych (1999)
- Companion of Literature of the Royal Society of Literature (2000)
- David Cohen British Literary Prize (2001)
- Nagroda Księcia Asturii (2001)
- S.T. Dupont Golden PEN Award (2002)
- Nagroda Nobla w dziedzinie literatury (2007)
- Złoty Order Mapungubwe (RPA, 2008)